# H. J. Mulliner & Co.
H. J. Mulliner & Co. was een Britse carrosseriebouwer die in de eerste helft van de 20e eeuw exclusieve carrosserieën voor luxe voertuigen produceerde. In 1959 werd het bedrijf overgenomen door Rolls-Royce, tot dan toe een van zijn belangrijkste zakenpartners. Twee jaar later werd het bedrijf samengevoegd met de carrosseriebouwer Park Ward, die ook tot Rolls-Royce behoorde, om Mulliner Park Ward te vormen.

## Geschiedenis
Het bedrijf werd in 1900 opgericht door Henry Jervis Mulliner in Mayfair, een wijk in Londen. In tegenstelling tot de andere familiebedrijven van Mulliner begon H.J. Mulliner & Co. niet als wagenfabrikant maar produceerde vanaf het begin autocarrosserieën. Het bedrijf richtte zich rechtstreeks op de Britse hogere klasse en bouwde carrosserieën voor de duurste chassis van Daimler en vanaf 1904 voor Rolls-Royce. Charles Rolls liet bijvoorbeeld zijn privé Silver Ghost uitrusten met een carrosserie van Mulliner. De zaken gingen zo goed dat de gloednieuwe fabrieksfaciliteiten in Mayfair al na vijf jaar te klein werden. In 1906 verhuisde H.J. Mulliner & Co. naar nieuwe faciliteiten in de wijk Chiswick in Londen.
In 1908 verkocht Henry Jervis Mulliner het bedrijf aan de gevestigde carrosseriebouwer John Croall & Son. De volgende 15 jaar werd het bedrijf geleid door Frank Piesse, de schoonbroer van Henry Jervis Mulliner. Na de Eerste Wereldoorlog verwierf het bedrijf een uitstekende reputatie op het vlak van stijl, technologie en kwaliteitsvol vakmanschap.
In de jaren twintig ontstond een nauwe relatie met Bentley. HJ Mulliner produceerde in dit decennium meer dan 240 carrosserieën voor Bentley-chassis. In de jaren dertig werkte HJ Mulliner vrijwel uitsluitend voor Rolls-Royce en Bentley. Daarnaast leverde HJ Mulliner op verzoek van klanten ook individuele carrosserieën voor Daimler, Humber en Lagonda. Tijdens de Tweede Wereldoorlog werden geen civiele autocarrosserieën geproduceerd.
Na het einde van de Tweede Wereldoorlog was HJ Mulliner een van de weinige carrosseriefabrikanten die de productie hervatte en zich bleef concentreren op Rolls-Royce en Bentley. Omdat beide bedrijven nu echter standaard fabriekscarrosserieën aanboden voor hun Silver Dawn- en R-Type-modellen, daalde de vraag naar individuele carrosserieën in de jaren vijftig. HJ Mulliner ontving opnieuw een grote order voor Bentley's sportieve R-Type Continental, waarvoor het de standaardcarrosserie vervaardigde die bekend staat als de Mulliner Sports Saloon. In 1955 werden er 190 exemplaren van deze fastbackcoupé gebouwd. Ook voor de opvolgermodellen S1 Continental en S2 Continental bouwde HJ Mulliner meer dan 200 carrosserieën.
Eind jaren vijftig was HJ Mulliner een van de laatste onafhankelijke carrosseriebouwers van Groot-Brittannië. In 1959 werd het bedrijf opgekocht door Rolls-Royce omdat die laatste extra capaciteit nodig had om de standaardcarrosserieën van de succesvolle Silver Cloud- en S-Type-modellen te bouwen. Rolls-Royce had in 1939 ook al Park Ward overgenomen, waardoor er nu twee carrosseriebedrijven tot de groep behoorden. In 1961 fuseerde Rolls-Royce de twee carrosseriebedrijven tot het nieuwe bedrijf Mulliner Park Ward.
Van 1967 tot ongeveer 2000 werd de productie van speciale carrosserieën stopgezet. Toen de merken Rolls-Royce en Bentley werden gescheiden als gevolg van de overnames door BMW en Volkswagen AG in 1998, werden ook de merknamen Park Ward en Mulliner verdeeld: de naam Park Ward ging naar BMW en werd vervolgens gebruikt voor een uitgebreide versie van de Rolls-Royce Silver Seraph, Mulliner ging naar Volkswagen die de naam gebruikte voor een speciale afdeling van Bentley die standaardvoertuigen aanpast aan de wensen van de klant. De twaalf exemplaren van de Bentley Bacalar werden rond 2020 door Mulliner vervaardigd in de Bentley-fabriek in Crewe. Ook de achttien exemplaren van de Bentley Batur worden door Mulliner gebouwd.

## Fotogalerij

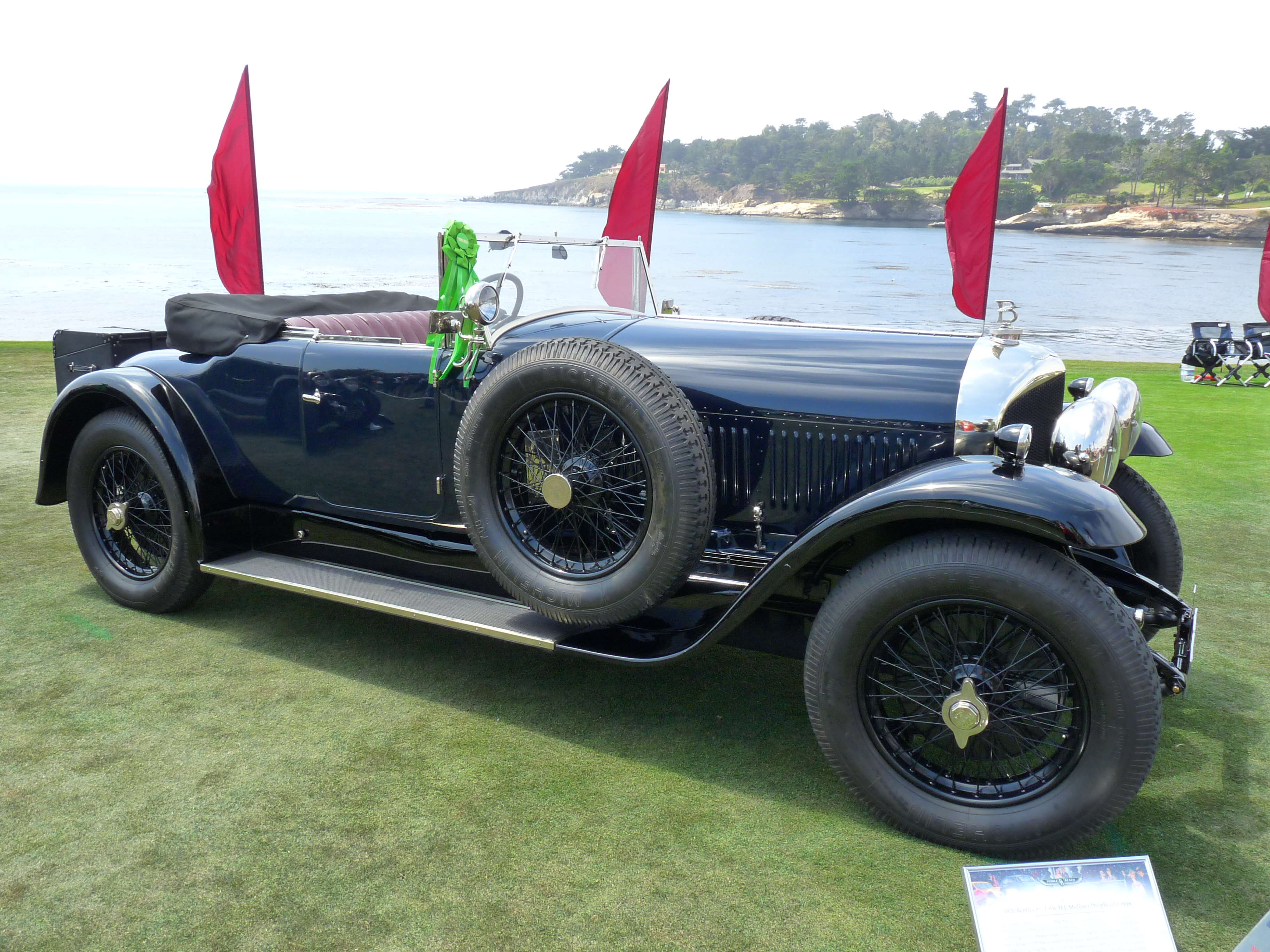
Bentley 6½-Litre (1926)
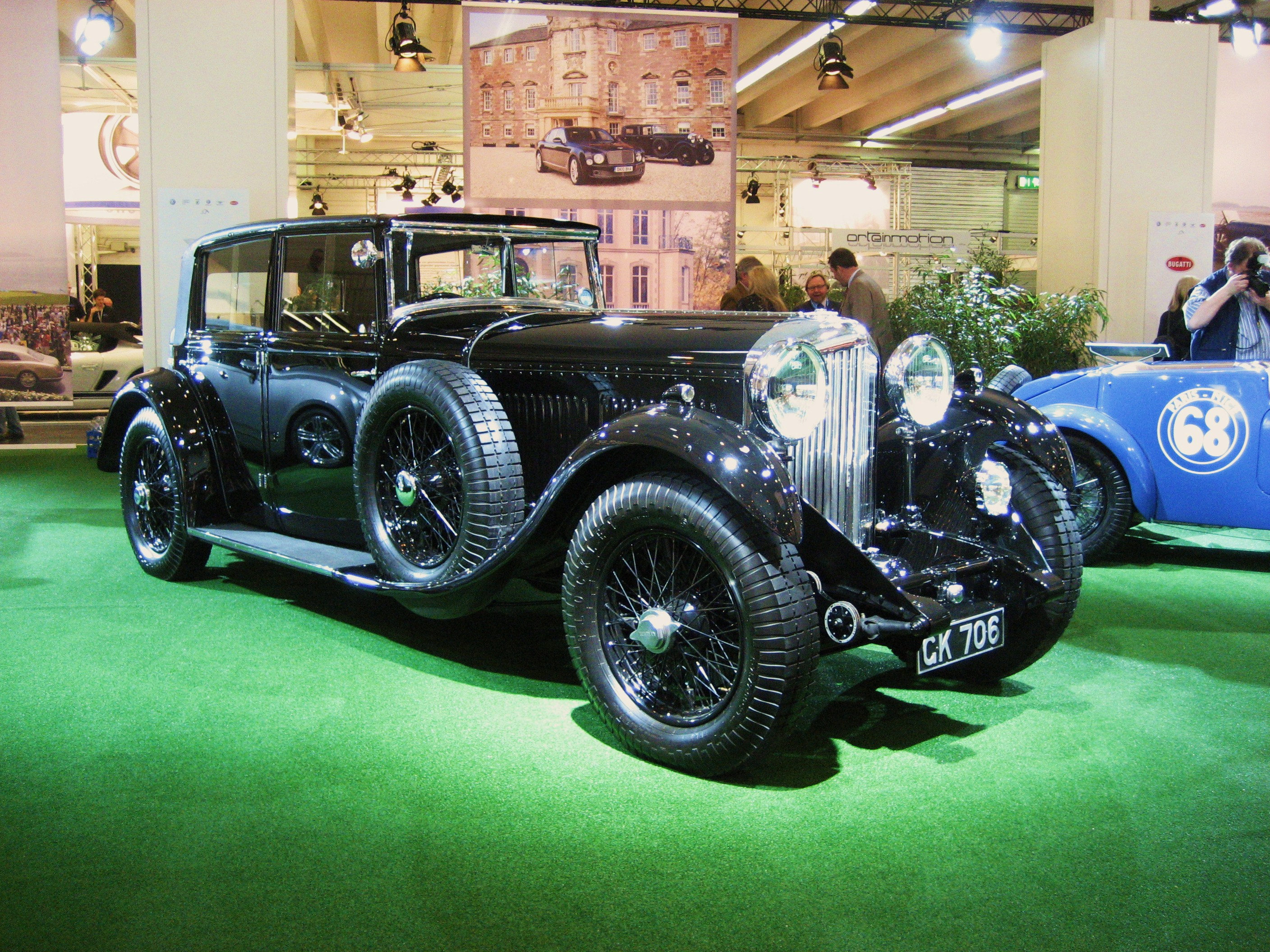
Bentley 8 Litre (1930)
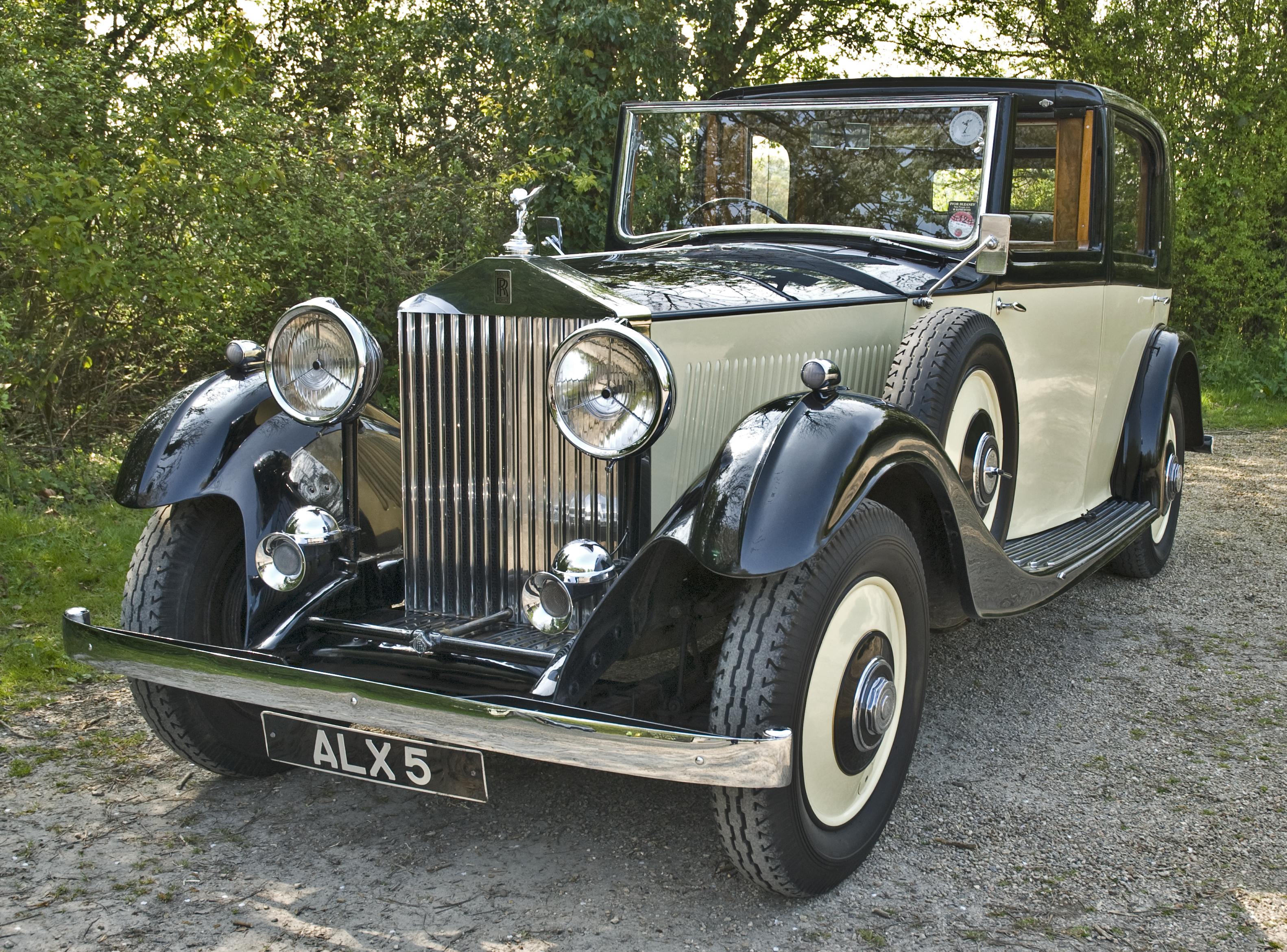
Rolls-Royce 20/25hp (1934)
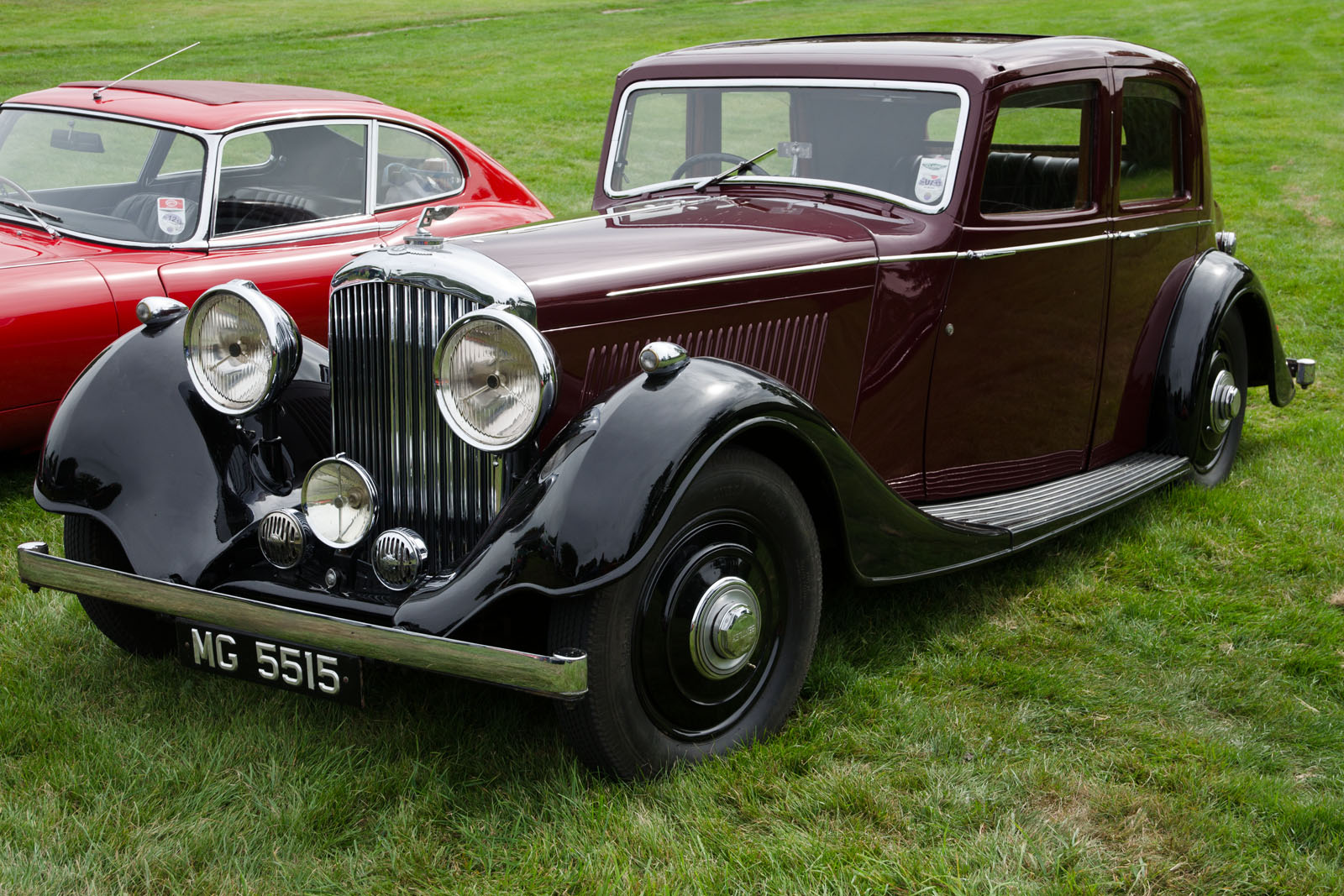
Bentley 4¼-Litre (1937)
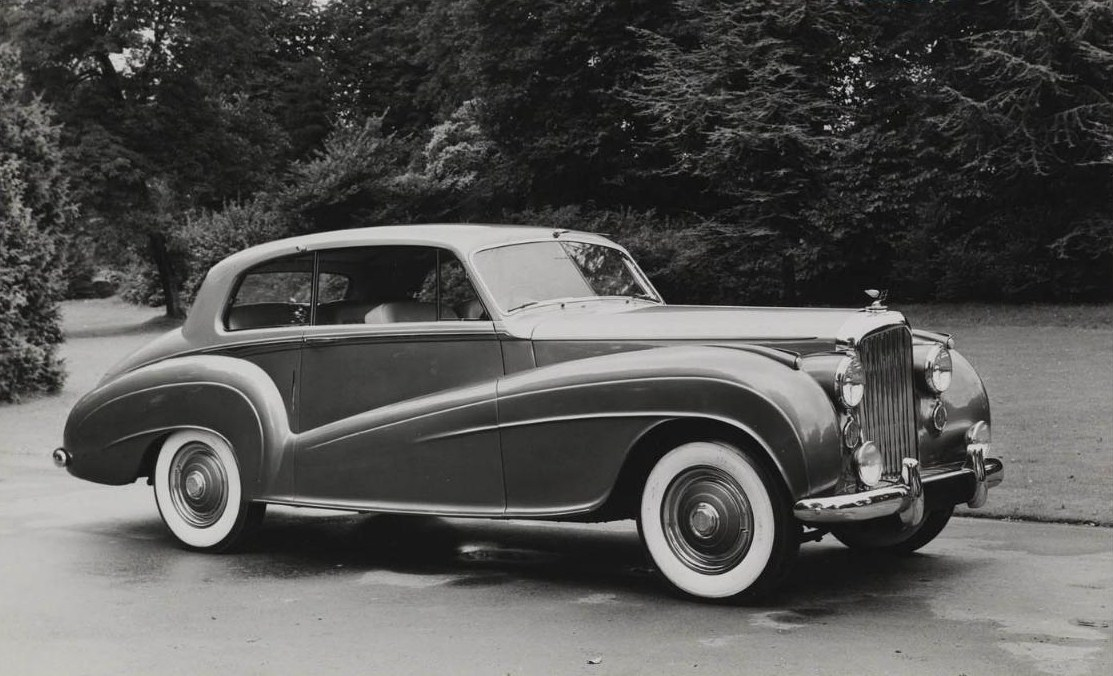
Bentley Mark VI (1951)
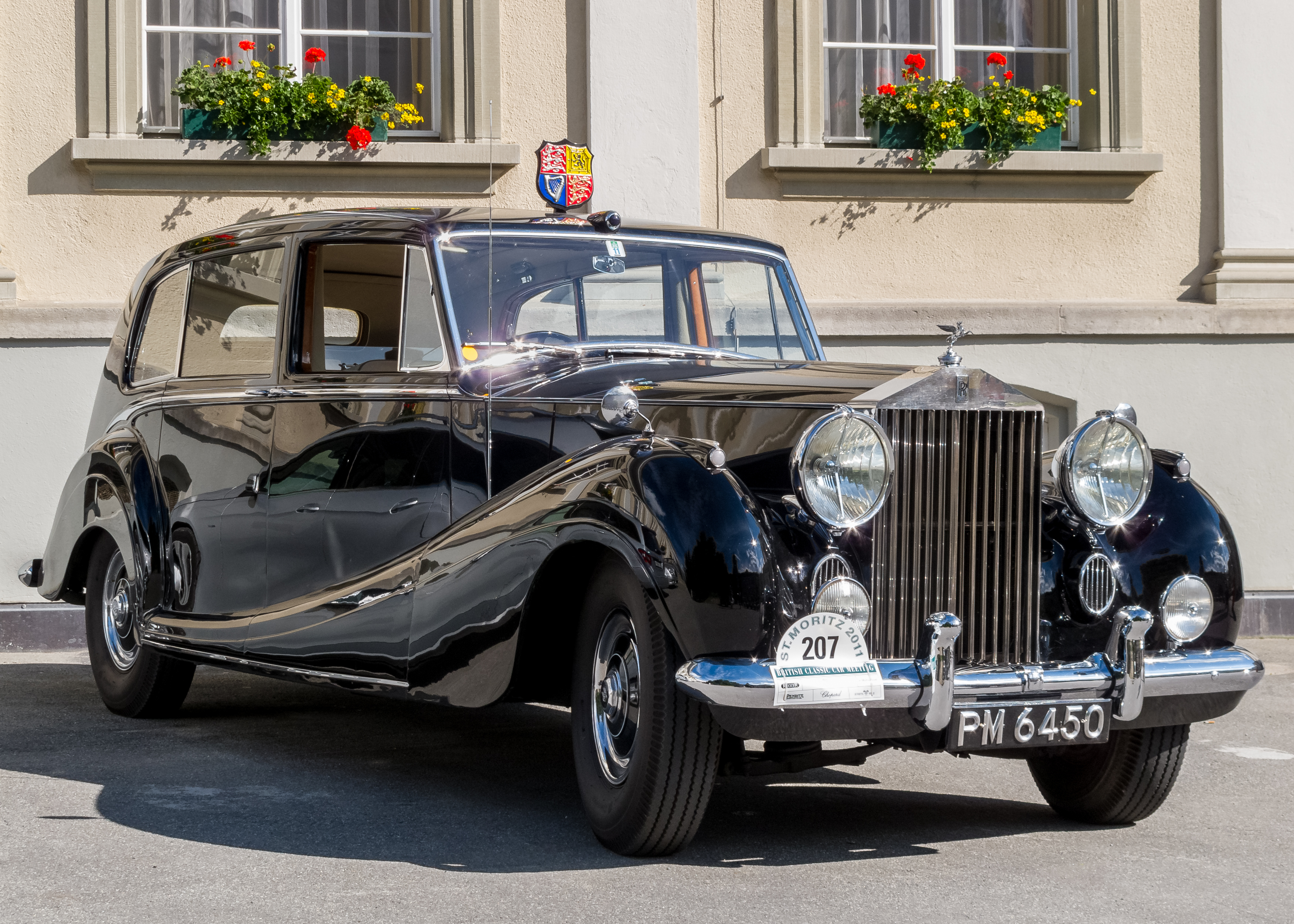
Rolls-Royce Phantom IV (1954)
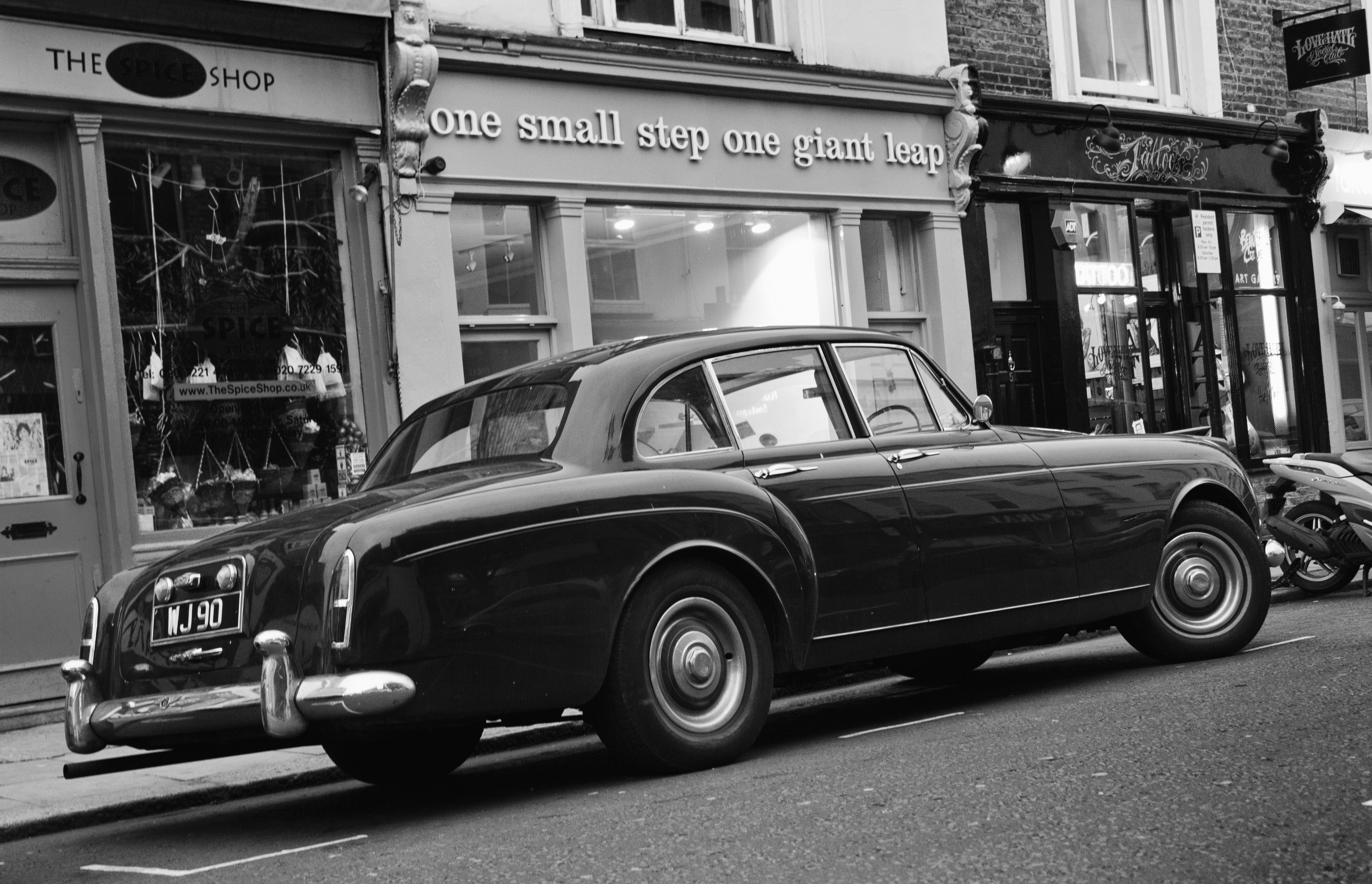
Bentley S2 Continental Flying Spur (1960)
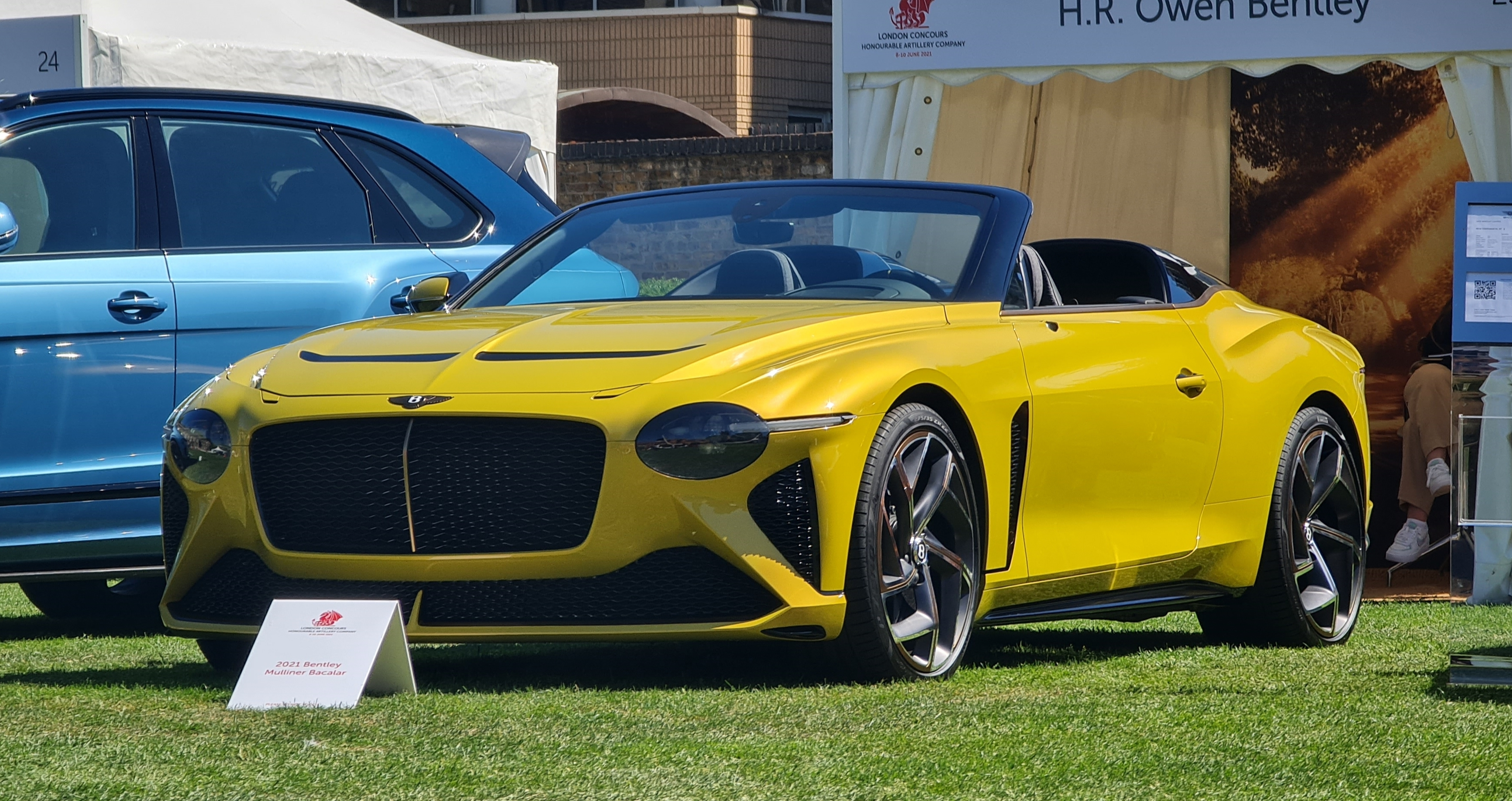
Bentley Mulliner Bacalar (2020)
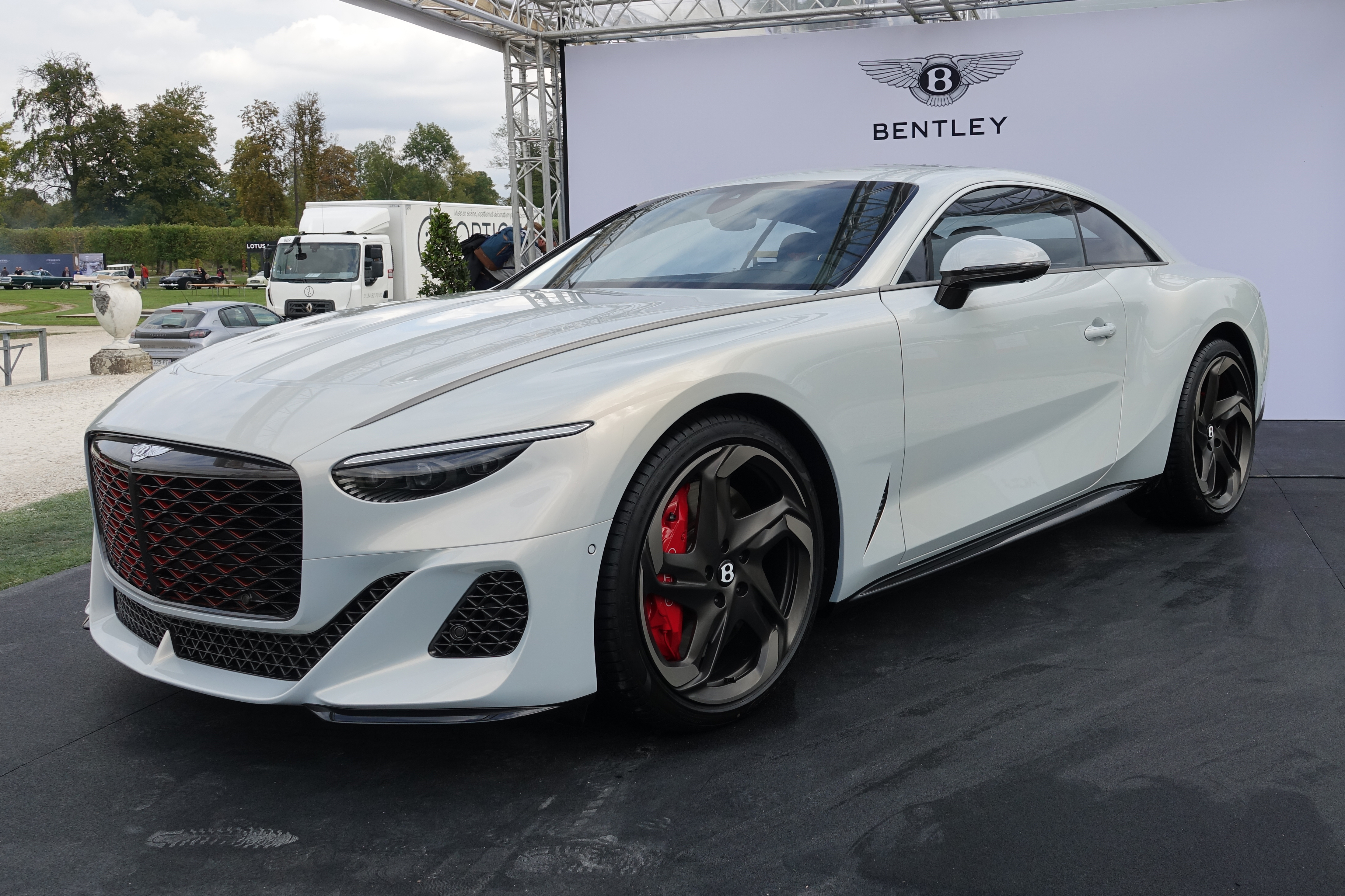
Bentley Mulliner Batur (2022)